# Daniella Rush
Pour les articles homonymes, voir Rush.
Daniella Rush, née le 17 septembre 1976 à Sušice, est une ancienne actrice pornographique tchèque et médecin.

## Biographie
Après avoir travaillé dans des clubs en Europe de l'Est, Daniella Rush, qui a fait des études de médecine, commence une carrière dans le X après avoir rencontré Christophe Clark sur le stand d'un salon érotique à Budapest. Elle s'est fait connaître pour son corps svelte, énergique et naturel (sans piercings, tatouages ou implants mammaires). Elle est apparue avec les actrices tchèques Lea De Mae, Silvia Saint et Monica Sweetheart (les 4 filles ensemble étaient connues sous le nom de "Dream Team") dans le film The Academy réalisé par Frank Thring. Au début des années 2000, elle a fait partie de la vague d'actrices d'Europe de l'Est qui ont profondément modifié le monde de la pornographie américain
Elle a beaucoup travaillé aux États-Unis chez Anabolic, Elegant Angel et en Europe chez Private, Marc Dorcel ou pour des productions allemandes. Elle est réputée pour ses scènes de double pénétration anale (Double anal club 5 (2003), 2 cocks in the same hole (2000)), de fist anal (Schlampen Mit Der Faust Gefickt de Harry S. Morgan, 1999) et d'ondinisme (Die Sperma Klinik, 1999). Elle a également tourné des scènes lesbiennes comme dans Chasin' Pink 6 en 2002.
Sa carrière cinématographique prend fin en juin 2002 à la suite d'un grave accident de la route survenu en République Tchèque. Elle est blessée à la colonne vertébrale et survit paraplégique. Elle est contrainte de suivre une lourde rééducation durant un an. Malgré tous les soins, elle est condamnée à utiliser un fauteuil roulant à vie. Elle reprend ses études de médecine qu'elle avait abandonnées pour une carrière dans le X et sort diplômée en 2005. Depuis, elle travaille dans un hôpital de Prague. Elle est mariée et a deux enfants.

## Récompenses
Récompenses
- 2001 : Hot d'or de la meilleure actrice européenne pour Orgie en noir[1].

Nominations
- 2000 : Hot d'or nommée – Meilleure nouvelle actrice européenne[2];
- 2001 : Ninfa Prize nommée – Meilleure actrice dans un second rôle – Presas Del Orgasmo (Prix de l'Orgasme)[3];
- 2002 : AVN Award nommée – Best Sex Scene in a Foreign Release – Face Dance Obsession[4];
- 2003 : AVN Award nommée – Female Foreign Performer of the Year;
- 2003 : AVN Award nommée – Best Group Sex Scene, Film – Women of the World[5].

## Filmographie partielle
- 1999 : World Sex Tour 19: Cannes, France
- 1999 : Le principe de plaisir, de John B. Root
- 1999 : True Anal Stories 5
- 1999 : North Pole #12
- 1999 : Nasty Nymphos 27
- 1999 : Gangbang Auditions 3
- 1999 : Joker 1: Die Sperma Klinik (Daniela)
- 2000 : Max, portrait d'un serial-niqueur, de Fred Coppula
- 2001 : Ass to Mouth 2
- 2001 : Balls Deep 2
- 2001 : Down The Hatch 7
- 2001 : Euro Angels Hardball 4, 6
- 2001 : Filthy Little Whores
- 2001 : Gang Bang Angels 8
- 2001 : Gangland 24
- 2001 : Orgie en noir, d'Ovidie
- 2001 : Sodomania Orgies 3
- 2001 : The 4 Finger Club 15
- 2001 : The Best by Private 27 - Anal Toppers
- 2001 : University Co-ed 31
- 2001 : The Best by Private 17: 2 Cocks in the Same Hole
- 2002 : World Class Ass
- 2003 : Anal Princess
- 2003 : The private life of Lea De Mae
- 2004 : The Best by Private 59: Cum Suckers
- 2004 : The Art of Anal 1